# Stanciu Stoian
Stanciu Stoian (ur. 1900, zm. 1984) – rumuński pedagog i polityk. W latach 1947–1951 był ministrem kultury Rumunii, a w latach 1955-1967 dyrektorem Instytutu Nauk Pedagogicznych w Bukareszcie. Był członkiem rumuńskiej Akademii Nauk i profesorem uniwersytetu w Bukareszcie. Interesował się głównie pedagogiką porównawczą, socjologią wychowania oraz historią pedagogiki.